# ماراثون أمستردام
ماراثون أمستردام هو سباق ماراثون يقام سنوياً في مدينة أمستردام.بدأ السباق لأول مرة في 1975 وتم إلغاء السابق مرتين فقط في 1978 و2020.